# Det Bästas Bokval
Det Bästas Bokval utgavs 1956-2011 av amerikanska Reader's Digests svenska dotterbolag Det Bästa. Sammanlagt utgavs 278 volymer och varje volym innehöll vanligtvis fyra sammanfattade romaner, men de första åren kunde en volym även innehålla fem romaner (33 volymer) och de sista åren ibland tre romaner (33 volymer). Utgivningstakten var inledningsvis fyra men ökade mot slutet till sex volymer per år.
Totalt publicerades 1 112 olika skönlitterära texter av 698 olika författare (226 kvinnor och 472 män från 25 olika länder, dock ungefär hälften från USA och ytterligare en fjärdedel från Storbritannien). Två författare stod för fjorton texter vardera, deckarförfattaren Dick Francis och rysarförfattaren Mary Higgins Clark.
Det Bästas Bokval var, i stort sett, en svenskspråkig version av amerikanska Reader's Digest Condensed Books, som i USA utgavs åren 1950-1997 (743 av texterna fanns med i denna, medan 369 saknades - andelen amerikanska "bidrag" minskade med tiden) och som har följts av Reader's Digest Select Editions, som i USA utgivits sedan 1997. Många av sammanfattningarna i de olika serierna har byggt på bestsellers.